# Bram Moszkowicz
Abraham Maarten (Bram) Moszkowicz (Maastricht, 26 juni 1960) is een Nederlands jurist en voormalig strafrechtadvocaat.

## Biografische schets
Bram Moszkowicz, zoon van advocaat Max Moszkowicz sr., is van vaderskant van Joodse afkomst. Na het doorlopen van het Stedelijk Lyceum in zijn geboorteplaats Maastricht, studeerde Moszkowicz rechten in Amsterdam. In zijn studententijd was hij lid van het A.S.C./A.V.S.V. Naar eigen zeggen leerde hij het meest van de pleidooien van zijn vader, waar hij zo vaak mogelijk naar ging luisteren.
Zijn drie broers, David, Max jr. en Robert, werden eveneens beëdigd als advocaat. Bram, zijn vader en zijn broers David en Max jr. vormden tot 2012 tezamen de advocatenmaatschap Moszkowicz Advocaten, met kantoren in Maastricht en Amsterdam. Bram leidde de vestiging in Amsterdam. In 2015 vroeg hij faillissement aan voor een aantal van zijn vennootschappen en in 2019 werd hij ook persoonlijk failliet verklaard.
Bram Moszkowicz was tweemaal gehuwd en had enige tijd een relatie met presentatrice Eva Jinek. Uit zijn eerste huwelijk kwam een zoon voort, Micha Isaac Moszkowicz, en uit zijn tweede huwelijk (met Juliëtte Polak) een zoon en een dochter, Nathan Moszkowicz en Chaya Moszkowicz.

## Advocatuur
Moszkowicz had tal van bekende cliënten, zoals de in 2003 vermoorde Cor van Hout, de Surinaamse legerleider Desi Bouterse, vastgoedmagnaat Willem Endstra, crimineel Willem Holleeder en politicus Geert Wilders.

### Bouterse
Bouterse werd cliënt bij Bram Moszkowicz nadat vader Max Bouterse had geweigerd. Die weigering kwam voort uit Max' vriendschap met de Haagse strafpleiter Gerard Spong. Spong, die uit Suriname afkomstig is, was nauw bevriend met slachtoffers van de Decembermoorden, moorden waarvan Bouterse wordt verdacht. De verdediging van Bouterse door Moszkowicz junior leidde tot niet al te grote problemen, behalve met Spong. Wel tot problemen leidde de amicale wijze waarop Moszkowicz met Bouterse omging. In het televisieprogramma NOVA verschenen zij met de armen om elkaars schouders, later dansend op de dansvloer van Hotel Torarica te Paramaribo. Volgens Moszkowicz waren deze beelden verdraaid: hij stond met een vrouw te dansen en toen kwam Bouterse er plotseling bij staan. Door verslaggevers van NOVA is dit altijd ontkend, Moszkowicz zou bij Bouterse zijn gaan staan. De opstelling van Moszkowicz kwam hem op veel kritiek te staan.
Toen Moszkowicz op 10 februari 2011 te gast was in het televisieprogramma College Tour maakte hij bezwaar tegen het uitzenden van de zogenaamde 'dansbeelden'. Hij verklaarde bereid te zijn over het incident te praten, maar als de beelden werden uitgezonden zou hij de opnamen direct verlaten. Na overleg tussen presentator Twan Huys en de redactie werd besloten de beelden niet uit te zenden.

### Endstra en Holleeder
De combinatie van zijn cliënten Endstra en Holleeder (Holleeder werd ervan verdacht Endstra te hebben afgeperst) viel bij veel mensen verkeerd. De erfgenamen van Willem Endstra dienden zelfs een klacht in bij de Nederlandse orde van Advocaten, waarin zij eisten dat het Moszkowicz werd verboden als advocaat voor Willem Holleeder op te treden. Zij kregen bijval van Quote-hoofdredacteur Jort Kelder, die in dit verband onder andere Moszkowicz en zijn cliënt Holleeder 'maffiamaatjes' noemde. Moszkowicz spande hierop een kort geding tegen Kelder aan, maar werd op 15 februari 2007 in het ongelijk gesteld. De president van de rechtbank in Amsterdam ging zelfs zover om te zeggen: "De term 'maffiamaatje' en de stelling dat mr. Moszkowicz vriendschappelijke betrekkingen heeft met de onderwereld zijn weliswaar beledigend en voor een advocaat uiterst schadelijk, maar vinden voldoende steun in het beschikbare feitenmateriaal."
Op dezelfde dag werd gemeld dat vanuit het kantoor van Moszkowicz stukken naar de pers zouden zijn gelekt om Endstra zwart te maken, in de tijd dat hij nog advocaat van Endstra was. Dat leidde de volgende dag tot dusdanige bedreigingen, zowel telefonisch als per e-mail, dat hij door de politie in veiligheid werd gebracht. Hij zou tijdelijk naar het buitenland gaan en op 19 februari 2007 een persconferentie geven in een poging zijn naam te zuiveren.
Moszkowicz spande tegen de uitspraak in kort geding een hoger beroep aan, dat hij op 24 mei 2007 eveneens verloor. Wel werd het gebruik door Kelder van de term 'maffiamaatje' als onbetamelijk, onnodig grievend en onrechtmatig beoordeeld. Moszkowicz was daarom van mening dat hij de beroepszaak had gewonnen.
In februari 2007 stopte Moszkowicz met de verdediging van Holleeder, met als reden dat "het niet langer in het belang van Holleeder is om door te gaan". Moszkowicz was gedurende twintig jaar de advocaat van Holleeder, voordien was Holleeder cliënt bij vader Max Moszkowicz. Moszkowicz werd in deze zaak door advocaat Jan-Hein Kuijpers opgevolgd.

### Wilders
In de regiezitting op 20 januari 2010 voor de Rechtbank Amsterdam trad Moszkowicz op als raadsman van Geert Wilders. Het eigenlijke strafproces begon in oktober 2010. Een verzoek tot wraking van de behandelende rechters is op 22 oktober 2010 toegewezen. Na een tumultueus procesverloop is Wilders op 23 juni 2011 geheel vrijgesproken.

### Onderzoek FIOD en faillissementen
De Belastingdienst (FIOD) is in 2007 begonnen met een onderzoek naar de financiële administratie van Moszkowicz vanaf 2002 tot en met 2006 en later tot en met 2010. Onder meer uit zogeheten derdenonderzoek is gebleken dat er door Moszkowicz regelmatig grotere privé-uitgaven contant werden afgerekend. Deze uitgaven stemden niet overeen met de gegevens uit de administratie en jaarrekeningen, noch de door Moszkowicz gedane aangiften inkomsten-, omzet- en vennootschapbelasting. Hieruit is afgeleid dat van cliënten ontvangen contante bedragen niet zijn verwerkt in de administratie.
Over deze door Moszkowicz als "een zakelijk geschil met de Belastingdienst" aangeduide kwestie zijn verschillende procedures gevoerd. Een daarvan betrof de hoogte van een aan hem opgelegde vergrijpboete van circa € 400.000 op grond van door de Belastingdienst vermoed opzettelijk doen van onjuiste aangiften in de periode 2002-2006. Moszkowicz zou "structureel omvangrijke zaken hebben verhuld", aldus de Belastingdienst.
Op 25 oktober 2012 is tussen de Belastingdienst en Moszkowicz een schikking getroffen. Daarbij moesten laatstgenoemde en zijn vennootschappen over de periode 2002 tot 2010 een bedrag van in totaal circa € 2,5 miljoen aan belastingen, rente en vergrijpboetes betalen, aldus het radioprogramma Argos, dat claimt de schikking in bezit te hebben.
Opvallend hierbij is dat het Openbaar Ministerie, dat volgens de algemene transactie- en vervolgingsrichtlijnen tot strafrechtelijke vervolging van Moszkowicz over had moeten gaan, dit hier niet gedaan heeft.
In februari 2015 kwam naar buiten dat Moszkowicz zelf faillissement heeft aangevraagd voor een aantal van zijn vennootschappen. Daar onder valt ook een door hem in juli 2013 opgerichte bv (Chatan) waarin hij onder meer inkomsten uit tv-optredens ontving. Het verslag van de curator hierover vermeldt € 165.000 aan verschuldigde omzet- en loonbelasting. Door faillissement van de bv's bleef de fiscus met aanzienlijke onbetaalde vorderingen zitten.
Uit het eerste faillissementsverslag van een van de andere vennootschappen (Abraham Moszkowicz BV), dat op 7 mei 2015 werd gepubliceerd, blijkt dat de totale schuld van dit bedrijf 5,5 miljoen euro bedraagt. Zijn broers David en Max jr. hebben ieder nog een vordering uitstaan van € 900.000, en de maatschap die zij gedrieën voerden een van 3,5 miljoen euro. Uit het verslag blijkt tevens dat Moszkowicz persoonlijk een schuld van ruim 2,4 miljoen euro heeft aan zijn eigen failliete bedrijf, omdat hij grote bedragen voor privédoeleinden aan het bedrijf heeft onttrokken.
In december 2019 werd hij ook persoonlijk failliet verklaard. Na aflossing van de belastingschuld door een onbekende derde partij werd dit faillissement in januari 2020 in hoger beroep ongedaan gemaakt.

### Tuchtzaken
In september 2012 behandelde de Raad van Discipline in het ressort Amsterdam een aantal tuchtzaken die onder meer door de deken van de Amsterdamse Orde van Advocaten tegen Moszkowicz waren aangespannen. Moszkowicz werd ervan beschuldigd dat hij contante betalingen van meer dan 15.000 euro niet had gemeld aan de Orde van Advocaten; dat hij onvoldoende studiepunten had gehaald; dat zijn bedrijfsvoering niet duidelijk was en dat hij de jaarrekeningen van 2009, 2010 en 2011 niet had overgelegd. Tijdens de zitting beklaagden ook vijf oud-cliënten zich over de handelwijze van Moszkowicz.
Op 30 oktober 2012 oordeelde de Raad van Discipline dat Moszkowicz diende te worden geschrapt van het tableau, wat concreet zou inhouden dat hij het beroep van advocaat niet meer mocht uitoefenen. Zo'n maatregel treedt pas in werking als deze onherroepelijk is, bijvoorbeeld na de behandeling van eventueel beroep of wanneer de termijn voor het aantekenen van beroep is verstreken. Het Hof van Discipline bevestigde op 22 april 2013 de uitspraak van de Raad van Discipline; Moszkowicz bleef geschrapt van het tableau. Begin 2019 diende Moszkowicz een verzoek in om opnieuw te worden ingeschreven als advocaat. Uiteindelijk oordeelde het Hof van Discipline op 30 maart 2020 dat Moszkowicz definitief niet mocht terugkeren als advocaat, onder meer omdat hij onvoldoende blijk had gegeven van gedragsverbetering en er onduidelijkheid blijft bestaan over zijn financiële verplichtingen. Inmiddels werkte Moszkowicz in Hilversum als adviseur in de strafadvocatuurpraktijk van zijn partner. Moszkowicz zou na minimaal een jaar opnieuw een verzoek kunnen indienen.

## Politiek
Op 21 april 2015 presenteerde de politieke partij VNL (VoorNederland) Moszkowicz als lijsttrekker voor de Tweede Kamerverkiezingen 2017. VNL-partijleider Louis Bontes was het niet eens met die keuze en kondigde aan zich na de verkiezingen te zullen terugtrekken uit de partij. Moszkowicz' carrière bij VNL duurde slechts kort: na minder dan 9 maanden werd hij op 13 januari 2016 uit de partij gezet omdat het bestuur twijfelde aan zijn politieke toewijding. Moszkowicz stelde echter dat hij uit eigen beweging was opgestapt.

## Televisiepersoonlijkheid
Moszkowicz trad tot in juni 2015 op als misdaaddeskundige in het showbizzprogramma RTL Boulevard en presenteerde in 2005 een talentenjacht voor jonge advocaten voor de AVRO onder de titel De Nieuwe Moszkowicz.
Op 29 juli 2007 stond Moszkowicz centraal in het VPRO-programma Zomergasten. Op 10 februari 2011 was hij te gast in het programma College Tour. Op 17 mei 2013 presenteerde Moszkowicz een uitzending van PowNews, nadat hij het programma de belofte had gedaan te presenteren als hij zijn beroep als advocaat niet meer zou mogen uitvoeren.
Hij speelde ook in diverse tv-reclamespotjes, zoals voor Centraal Beheer ("even Apeldoorn bellen"), de Leidse Onderwijsinstellingen (LOI), Robijn vlekverwijderaar en The Public House of Art.
In 2017 was Moszkowicz als deelnemer te zien in het programma Kroongetuige.
Tijdens Moszkowicz' poging om opnieuw toegelaten te worden in de wereld van de advocatuur werd hij gevolgd door oud-RTL Boulevard collega John van den Heuvel. Dit resulteerde in de documentaire Bram Moszkowicz: Erop of Eronder, die na de uitspraak van het Hof op Videoland werd uitgebracht.
Na het mislukken van zijn herintrede in de advocatuur pakte Moszkowicz zijn televisiewerk weer op. Hij verscheen als misdaaddeskundige in het showbizzprogramma Shownieuws van Talpa Network, nadat hij in de podcast van Ruud de Wild al openlijk had gesolliciteerd op een dergelijke rol in een televisieprogramma.

## Publicaties
- Liever rechtop sterven dan op je knieën leven, 2012
- Onkruid, 2013
- Maffiamaat, 2014